# Las Plassas
Las Plassas település Olaszországban, Szardínia régióban, Medio Campidano megyében. Lakosainak száma 210 fő (2023. január 1.). Las Plassas Barumini, Pauli Arbarei, Tuili, Villamar és Villanovafranca községekkel határos.

## Népesség
A település lakossága az elmúlt években az alábbi módon változott:
| Lakosok száma | 238  | 231  | 210  |
|               | 2017 | 2018 | 2023 |